# Stephan Schreck
Stephan Schreck (født 15. juli 1978) er en tysk tidligere professionel landevejscykelrytter, som cyklede for ProTour-holdet Team Gerolsteiner. Da Gerolsteiner-holdet blev opløst i 2008, kunne han ikke finde et nyt hold og indstillede karrieren.

## Sejre
2004
- Sachsen-Tour International 1. etape
- Regio-Tour International 1. etape

2002
- Internationale Hessen-Rundfahrt 5. etape